# Aimée et Jaguar
Pour plus de détails, voir Fiche technique et Distribution.
Aimée et Jaguar (Aimée und Jaguar) est un film allemand réalisé par Max Färberböck, sorti en 1999.
Ce film est l'adaptation d'un livre d'Erica Fischer, qui raconte l'histoire vécue par deux femmes allemandes, l'une juive et l'autre non-juive, durant la Seconde Guerre mondiale.

## Résumé
À Berlin en 1943, Felice Schragenheim, juive, lesbienne et résistante, rencontre Lilly Wust, une mère de famille pro-nazie dont le mari est soldat dans la Wehrmacht. Elles tombent amoureuses l'une de l'autre. Lilly est fascinée par la force de Felice, et découvre l'amour dans ses bras. Lorsque son mari revient du front, il les surprend au lit. Contre toute attente, Lilly ne revient pas à sa vie conjugale, mais demande le divorce.
Le film reprend les moments érotiques présentés dans le livre, ainsi qu'une histoire poétique en contrepoint, qui fait de Lilly l'Aimée du Jaguar, Felice. 
Malgré les dangers inhérents à sa situation, Felice refuse de quitter l'Allemagne afin de rester auprès de Lilly et de poursuivre son activité de résistante. Leur histoire connaît un dénouement tragique : en 1944, Felice est arrêtée et déportée au camp de Terezin d'où elle ne reviendra pas.
Le leitmotiv du film, « l’amour transcende la mort », respecte le vœu de perpétuer sa mémoire.

## Fiche technique
- Réalisation : Max Färberböck
- Scénario : Max Färberböck et Rona Munro d'après le roman d'Erica Fischer
- Production : Günter Rohrbach, Hanno Huth, Lew Rywin
- Musique : Jan A.P. Kaczmarek
- Photographie : Tony Imi
- Montage : Barbara Hennings
- Durée : 125 minutes (2 h 5)

## Distribution
- Maria Schrader: Felice Schragenheim (Jaguar)
- Juliane Köhler: Lilly Wust (Aimée)
- Johanna Wokalek: Ilse
- Elisabeth Degen: Lotte
- Heike Makatsch: Klärchen
- Detlev Buck: Günther Wust
- Inge Keller: Lilly Wust (1997)
- Dani Levy: Fritz Borchert
- Rüdiger Hacker: Ernst Biermösel
- Kyra Mladeck: Ilse (1997)
- Sarah Camp: madame Kappler
- Klaus Manchen: monsieur Kappler
- Margit Bendokat: madame Jäger
- Jochen Stern: Werner Lause
- Peter Weck: monsieur Keller
- Lia Dultzkaya: Hulda
- Hans-Christoph Blumenberg: Schmidt
- Rosel Zech: une femme blonde
- Ulrich Matthes: Eckert (SS)
- Dorkas Kiefer: Tanja
- Désirée Nick: Erika
- Patrizia Moresco: Maria
- Karen Friesicke: Marlene
- Felix Bold: Bernd
- Jake Steinfeld: Eberhard
- Yannick Richter: Reinhard
- Henrik Meng: Albrecht

## Récompenses et distinctions
- Ours d'argent pour l'interprétation des deux actrices Maria Schrader et Juliane Köhler à la Berlinale de 1999.
- Prix du film allemand en 1999.
- Le film a aussi été nommé aux Golden Globes dans la catégorie « meilleur film étranger ».